# L'ultimo spettacolo
L'ultimo spettacolo (The Last Picture Show) è un film del 1971 diretto da Peter Bogdanovich. Girato in bianco e nero come da suggerimento di Orson Welles, il film, tratto dall'omonimo romanzo di Larry McMurtry, è il primo successo di Peter Bogdanovich che, prima di diventare regista, era stato un accanito cinefilo e un accreditato critico cinematografico.
Nel 1998 è stato scelto per la conservazione nel National Film Registry della Biblioteca del Congresso degli Stati Uniti. Nel 2007 l'American Film Institute l'ha inserito al novantacinquesimo posto della classifica dei cento migliori film americani di tutti i tempi (nella classifica originaria del 1998 non era presente). Nel 2022 il film viene restaurato in 4K dalla Sony Pictures Entertainment presso il laboratorio Cineric.

## Trama
Siamo nei primi anni cinquanta: ad Anarene, città immaginaria del Texas, una saletta di periferia sta per chiudere i battenti. Non accade molto ad Anarene. Le giornate si susseguono l'una uguale all'altra e nel paesetto regna la noia che fa da sfondo ai fremiti sessuali dei giovani, alle frustrazioni delle persone di mezza età, alle nostalgie dei vecchi. L'ultima proiezione del cinemino (Il fiume rosso di Howard Hawks) sancisce la fine della giovinezza per i due amici Sonny e Duane, per Jacy, la ragazza di quest'ultimo, e per un gruppo di amici. Di lì a poco, la guerra di Corea sacrificherà migliaia di giovani americani.

## Analisi
Il film è una metafora intrisa di tristezza sulla fine di un cinema e di una generazione, e segna il passaggio dall'adolescenza all'età matura. Non accade molto, a conti fatti, eppure "in questo intreccio quasi casuale, in questa microanalisi di una pigra quotidianità consumata senza più ideali e senza più illusioni, si può ritrovare interamente la storia, la vita, la letteratura e il cinema d'America".

## Colonna sonora
Il film non ha un commento musicale originale: se si eccettuano i titoli di testa e di coda, in tutte le scene in cui vi è una musica di sottofondo, questa proviene da una radio, da un jukebox o da un giradischi portatile. Nella scena del ballo, la musica è quella eseguita dal gruppo The Leon Miller Band. Questi gli altri brani d'epoca presenti nella pellicola:
- Cold, Cold Heart (Hank Williams), cantata da Tony Bennett
- Give Me More, More of Your Kisses (Lefty Frizzell, Ray Price, Jim Beck), cantata da Lefty Frizzell
- Wish You Were Here (Harold Rome), cantata da Eddie Fisher
- Slow Poke (Pee Wee King, Redd Stewart, Chilton Price), cantata da Pee Wee King
- Blue Velvet (Bernie Wayne, Lee Morris), cantata da Tony Bennett
- Rose, Rose, I Love You (Wilfrid Thomas, Chris Langdon), cantata da Frankie Laine
- You Belong To Me (Pee Wee King, Redd Stewart, Chilton Price), cantata da Jo Stafford
- A Fool Such As I (Bill Trader), cantata da Hank Snow
- Please, Mr. Sun (S. Frank, R. Getzov), cantata da Johnnie Ray
- Solitaire (R. Borek, C. Nutter, K. Guion), cantata da Tony Bennett

## Distribuzione
Il film è uscito nelle sale cinematografiche statunitensi il 22 ottobre 1971. In Italia, invece, è uscito nel 1972.

### Edizione italiana
Il doppiaggio originale fu eseguito dalla S.A.S. presso la Fono Roma, sotto la direzione di Sandro Tuminelli e i dialoghi di Ferdinando Contestabile. Nel 1999, in occasione dell'uscita in Italia dell'edizione VHS, è stato effettuato un ridoppiaggio ad opera della SEFIT-CDC su dialoghi di Luigi Calabrò con la direzione del doppiaggio da parte di Renato Mori.

## Sequel
Nel 1990 Bogdanovich ha girato il seguito di questo film, sempre traendolo da un romanzo di Larry McMurtry. Intitolato Texasville, il sequel ha riunito quasi tutto il cast del primo film, ma non ne ha ottenuto lo stesso plauso e lo stesso successo critico.

## Riconoscimenti
- 1972 - Premio Oscar
  - Miglior attore non protagonista a Ben Johnson
  - Miglior attrice non protagonista a Cloris Leachman
  - Candidatura Miglior film a Stephen J. Friedman
  - Candidatura Migliore regia a Peter Bogdanovich
  - Candidatura Miglior attore non protagonista a Jeff Bridges
  - Candidatura Miglior attrice non protagonista a Ellen Burstyn
  - Candidatura Migliore sceneggiatura non originale a Larry McMurtry e Peter Bogdanovich
  - Candidatura Migliore fotografia a Robert Surtees
- 1972 - Golden Globe
  - Miglior attore non protagonista a Ben Johnson
  - Candidatura Miglior film drammatico
  - Candidatura Migliore regia a Peter Bogdanovich
  - Candidatura Miglior attrice non protagonista a Cloris Leachman
  - Candidatura Miglior attrice non protagonista a Ellen Burstyn
  - Candidatura Miglior attrice debuttante a Cybill Shepherd
- 1973 - Premio BAFTA
  - Miglior attore non protagonista a Ben Johnson
  - Miglior attrice non protagonista a Cloris Leachman
  - Migliore sceneggiatura a Larry McMurtry e Peter Bogdanovich
  - Candidatura Miglior film
  - Candidatura Migliore regia a Peter Bogdanovich
  - Candidatura Miglior attrice non protagonista a Eileen Brennan
- 1971 - National Board of Review Award
  - Migliori dieci film
  - Miglior attore non protagonista a Ben Johnson
  - Miglior attrice non protagonista a Cloris Leachman
- 1973 - Kansas City Film Critics Circle Award
  - Miglior attrice non protagonista a Cloris Leachman
- 1971 - New York Film Critics Circle Award
  - Miglior attore non protagonista a Ben Johnson
  - Miglior attrice non protagonista a Ellen Burstyn
  - Migliore sceneggiatura a Larry McMurtry e Peter Bogdanovich
  - Candidatura Miglior film
  - Candidatura Migliore regia a Peter Bogdanovich
  - Candidatura Miglior attrice non protagonista a Cloris Leachman
- 1972 - Directors Guild of America
  - Candidatura DGA Award a Peter Bogdanovich
- 1973 - Kinema Junpo Award
  - Miglior film straniero a Peter Bogdanovich
- 1972 - National Society of Film Critics Award
  - Miglior attrice non protagonista a Ellen Burstyn
- 1973 - São Paulo Association of Art Critics Award
  - Miglior film straniero a Peter Bogdanovich
- 1972 - Writers Guild of America
  - Candidatura WGA Award a Larry McMurtry e Peter Bogdanovich